# Трахтенберг, Наум Ефимович
Наум Ефимович Трахтенберг (бел. Навум Яфімавіч Трахтэнберг; 1909/1910 — 1977, Минск, СССР) — советский архитектор.

## Биография
Родился 4 января 1910 года в Бахмаче (ныне Черниговская область, Украина). С 1924 года жил в Одессе, где вначале окончил строительную профшколу, а с 1928 по 1932 год учился на архитектурном факультете Одесского института изобразительных искусств (с 1930 года — Институт инженеров гражданского и коммунального строительства). Его учителями были М. В. Замечек и О. Д. Зейлигер.
В октябре 1934 года переехал в Минск.
В 1953—1956 годах возглавлял Мастерскую Генплана в институте Минскпроект, одновременно в 1954—1976 преподавал в Белорусском политехническом институте. В 1968 году за архитектуру центральной магистрали Минска (Ленинского проекта) Н. Е. Трахтенбергу была присуждена Государственная премия БССР.

## Избранные проекты
- Проект здания современной мэрии города Биробиджан (1934)[1]
- Генпланы Бобруйска (1935—1936) и Могилёва (1937—1939)
- Проект детальной планировки Минска (1937—1939)
- Генплан восстановления и развития Минска (1946; корректировки — 1952, 1958—1959), совместно с В. А. Королём и С. Б. Сперанским)
- Генплан развития Минска (1965)
- Проект детальной планировки и застройки части Ленинского проспекта в Минске (1952), совместно Г. В. Сысоевым, С. С. Мусинским и др.)
- Генпланы Бобруйска (1949) и Мозыря (1953)
- Проект застройки центральной части Витебска (1950)
- Схема планировки пригородной зоны Минска (1959—1964)
- Проект планировки зоны отдыха в районе Заславского водохранилища (1968).

## Публикации
- Н. Трахтенберг (в соавторстве). Минск. Послевоенный опыт реконструкции и развития. Минск, 1966.